# Isolatieklasse
Een isolatieklasse, met betrekking tot een elektromotor, is een isolatieweerstand die kortsluiting moet voorkomen in de wikkelingen of tussen een wikkeling en de aarding. De isolatieklasse wordt bepaald door de isolatiesterkte in verhouding tot de maximale temperatuurstijging van de motor.
De temperatuur binnen een elektromotor kan door verschillende oorzaken stijgen. Denk hierbij aan wisselende belastingen, starten/stoppen, bedrijfs- of omgevingstemperaturen. Om de motor te beschermen tegen deze temperatuurstijging wordt er een isolatie tussen de wikkeling aangebracht. De mate van isolatie voor elektromotoren wordt aangeduid met de letters B, F of H. Met de juiste isolatie zal er geen kortsluiting ontstaan.
| Isolatieklasse | Temperatuurgrens |
| -------------- | ---------------- |
| B              | 130 °C           |
| F              | 150 °C           |
| H              | 180 °C           |